# Сошник (артилерія)

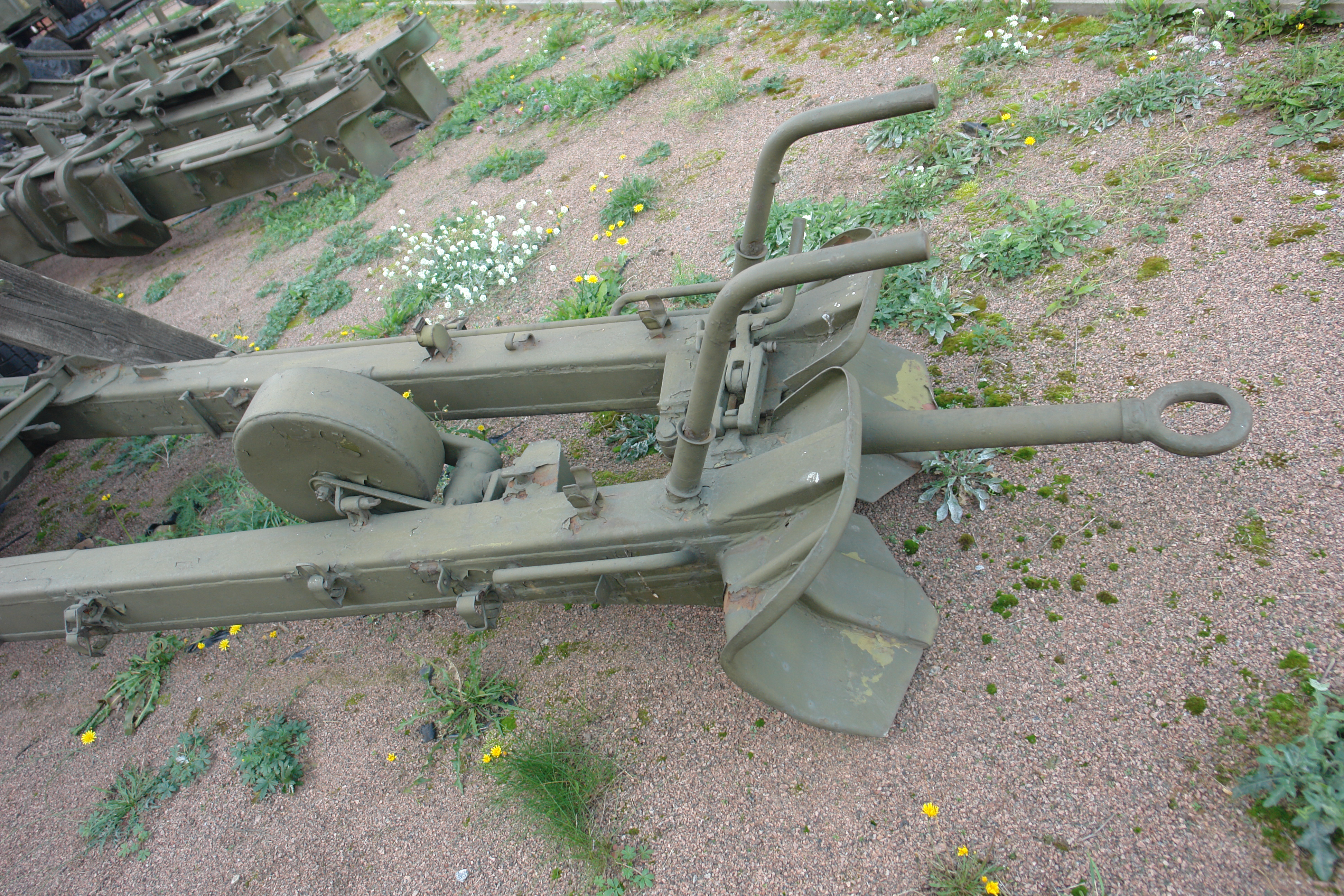
Сошники на станинах МТ-12 «Рапіра»

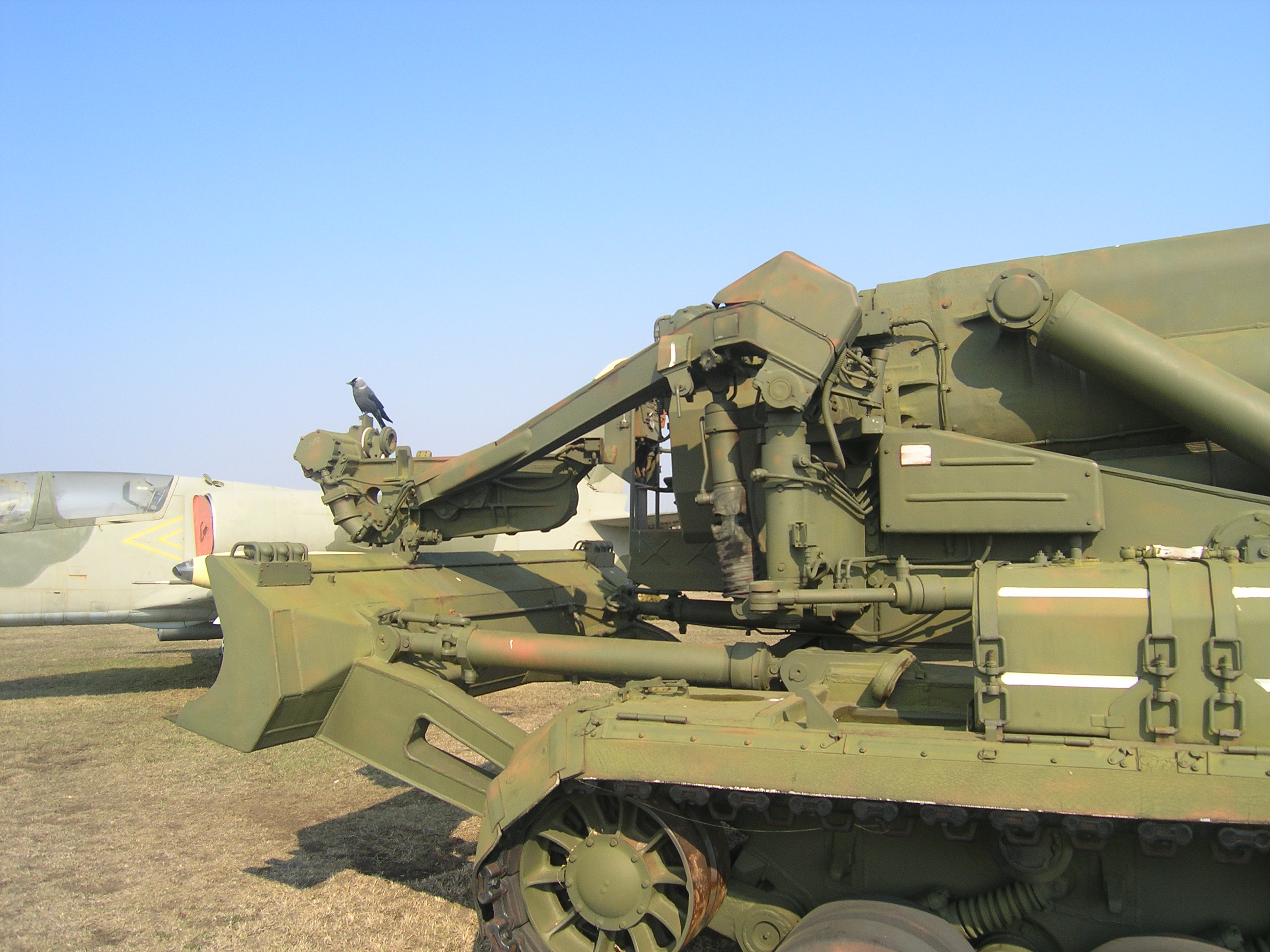
Сошник з гідравлічним приводом САУ 2С7 «Піон»

Сошни́к — пристрій у лафеті гармати (чи в шасі САУ) для запобігання її відкочуванню в момент пострілу. Являє собою лезо або ківш, закопувані в землю і влаштовані таким чином, щоб входити глибше в землю при пострілі, уможливлюючи обходитися без повторного наведення.
Прообраз сошника з'явився наприкінці XIX століття: це було полотно штикової лопати, що кріпилося на кінці хобота або станин лафета. Для приведення в бойову готовність його слід було закопувати якомога глибше. При пострілі воно входило ще глибше в землю, зводячи до мінімуму зміщення гармати. Для більшого пом'якшення відбою до 1898 р. робилися спроби застосування підпружинених сошників. Ефективність таких пристроїв була низька, після того, як в 1897 році з'явилася французька 75-мм гармата М1897 з гідропневматичним гальмом відкоту, від підпружинених сошників відмовилися.
У лафетів з розсувними станинами сошники кріпляться на їхніх кінцях і заглиблюються в землю після приведення гармати в бойове положення. У самохідних гармат сошники розміщені в кормовій частині шасі й часто мають настільки велику вагу, що їх доводиться приводити в дію гідравлічним приводом.
Сошники застосовуються в артилерії з XIX століття на багатьох великокаліберних гарматах. Широко використовуються як на буксированих гарматах, так і на самохідних, оскільки є ефективним і простим способом мінімізації зміщення ствола після пострілу, що дозволяє не змінювати положення гармати. З 1930-х років буксировані гармати, як правило, мають лафет з двома чи трьома розкладаними упорами із сошниками. У конструкції САУ, навпаки, з 1980-х років сошники майже не застосовуються внаслідок підвищених вимог до мобільності: масивний сошник має значну масу і потребує часу для приведення в бойове положення.